# Лоботрясы
«Лоботрясы» (англ. Mallrats, в некоторых переводах - «Тусовщики из супермаркета») — второй комедийный фильм из «Джерсийской трилогии» Кевина Смита.

## Сюжет
Действие фильма происходит в течение одного дня. Молодые ребята Ти Эс и Броди приходят в супермаркет чтобы потусоваться: ссорятся и мирятся со своими подружками, выясняют отношения, и даже обсуждают друг друга и общих знакомых.
Броди — довольно ограниченный парень, постоянно играющий в компьютерные игры и читающий комиксы. Его подружка, Рене, ушла от него как раз из-за этого, а также из-за того, что Броди, боящийся что Рене не понравится его матери, заставлял девушку прятаться под кроватью и проникать к нему под покровом ночи. Броди никогда не водил её в ресторан и не уделял внимания их отношениям.
Ти Эс — пример разумного молодого человека. Но он, не подумав, сказал своей знакомой, участвующей в телешоу (аналог «Любви с первого взгляда»), что на экране она будет выглядеть толстой, из-за чего та изморила себя тренировками до смерти. Теперь в шоу участвует его девушка, Брэнди, с которой Ти Эс должен был лететь во Флоридское подобие Диснейленда. Естественно, Ти Эс разозлился и поссорился с Брэнди. Их ссора была как раз на руку отцу девушки, создателю шоу Джареду Свеннингу. Джаред, лысый, злой и циничный бизнесмен, ненавидел Ти Эса.
Брэнди отправилась готовиться к шоу, а Рене нашла себе нового ухажёра — хитрого и расчётливого Шеннона Хэмилтона, продавца из отдела моды. Шеннон и Броди друг друга ненавидели: Шеннон ненавидел Броди за то, что он в супермаркете ничего не покупает, а только развлекается всеми возможными и невозможными способами, а Броди Шеннона — за то, что он модник, постоянно гонит его прочь, ещё и девушку увёл.
Ти Эс и Броди встретились в доме последнего и, почитав комиксы, решили отправиться в супермаркет и вернуть себе своих подружек. Там Броди и Ти Эс узнают, что съёмки телешоу с участием Брэнди будут проходить в этом же супермаркете, и немедленно решают их сорвать. Правда, есть одна проблема — злобный охранник Ла Форс. Поэтому для осуществления плана к ним присоединяются приятели Броди — наркодельцы-неудачники Джей и Молчаливый Боб, такие же любители комиксов, как и сам Броди.

## В ролях
- Джейсон Ли — Броди Брюс
- Джереми Лондон — Ти Эс
- Шеннен Доэрти — Рене Мозье
- Клэр Форлани — Брэнди Свеннинг
- Бен Аффлек — Шеннон Хэмилтон
- Джой Лорен Адамс — Гвен Тернер
- Джейсон Мьюз — Джей
- Кевин Смит — Молчаливый Боб
- Итан Сапли — Уильям Блэк
- Стэн Ли — в роли самого себя
- Майкл Рукер — Джаред Свеннинг
- Присцилла Барнс — Иванна

## Съёмочная группа
- Режиссёр: Кевин Смит
- Сценарий: Кевин Смит
- Оператор: Джефри Д. Смит
- Монтаж: Дэвид Кляйн

## Технические данные
- Цветной, звуковой.
- Премьера: США, 20 октября 1995 года.
- Существует версия продолжительностью 123 минуты.